# Brian Kendrick
Brian David Kendrick (29 de maig del 1979 -), més conegut al ring com a Brian Kendrick és un lluitador professional estatunidenc que treballa a la marca Smack Down de World Wrestling Entertainment (WWE).